# Lossinia lissetskii
Lossinia lissetskii (лат.) — вид вымерших морских организмов эдиакарской биоты. Вероятно, являлся представителем типа проартикулят. Известен по окаменелостям, собранным вблизи побережья Белого Моря, в породах ёргинской свиты, имеющих возраст около 550 млн лет.

## Название
Родовое название Lossinia — по месту находки, от Лосиного болота вблизи Зимнего берега Белого моря, Архангельская область. Видовое название — в честь смотрителя зимнегорского маяка Валерия Лисецкого.

## Описание вида
Удлинённое овальное тело, состоит из головы и туловища, разделённых узкой канавкой. Голова полукруглая, длина — около 0,3 от общей длины тела. Края туловища разделены на короткие изомеры, расположенные под углом к продольной оси тела. По туловищу, вдоль оси тела, проходит ещё одна узкая канавка. Область головы и область туловища, исключая изомеры и канавку, покрыты многочисленными бугорками.
Размеры экземпляров окаменелостей, известных ко времени описания: 3,2×1,8 мм (голотип), 3,5×2,2 мм и 8,4×4,7 мм.

## Описание рода
Согласно авторам первоописания, Lossinia наиболее похожа на онегу, с которой её сближает наличие большой неразделённой области и бугорков на ней. Различие проявляется в том, что неразделённая область лосинии имеет меньшую площадь и не окружает все изомеры, а только граничит с первой парой. Кроме того, Lossinia несколько меньше и имеет относительно бо́льшие изомеры.
От вендии онега отличается наличием неразделённой области и бугорков, а также значительно меньшим размером.